# Brae Burn Country Club
De Brae Burn Country Club is een countryclub in de Verenigde Staten. De club werd opgericht in 1897 en bevindt zich in Newton, Massachusetts. De club beschikt over een 27-holes golfbaan, waarvan een 18-holes ("Main") en een 9-holes ("Highland") baan. Beide banen werden opgericht in 1912 en werden allebei ontworpen door de golfbaanarchitect Donald Ross.

## Golftoernooien
In 1919 ontving de club met het US Open voor de eerste keer een golftoernooi waar Walter Hagen het toernooi won. Negen jaar na het US Open ontving de club het US Amateur Championship, in 1928. In 1958 en 1970 ontving de club de Curtis Cup. In 1975 en 1995 ontving de club het US Women's Amateur en werden respectievelijk gewonnen door Beth Daniel en Silvia Cavalleri.
Voor het golftoernooi is de lengte van de baan ("Main") 5968 m met een par van 72. De course rating is 72,4 en de slope rating is 133.
- US Open: 1916
- US Amateur Championship: 1928
- Curtis Cup: 1958 & 1970
- US Women's Amateur: 1975 & 1995

## Trivia
- Naast twee golfbanen, beschikt de club ook over een zwembad, tennisbanen, squashbanen en een fitnesscentrum.[1]